# プレスアート
株式会社プレスアートは、宮城県仙台市に本社を置く日本の出版社。仙台都市圏や仙台経済圏の情報を収集し、同社の複数の雑誌から発信している。また、子会社のラジオ3（コミュニティFM）や、県域放送のテレビ局やラジオ局とのメディアミックスも積極的であり、同社発行の雑誌の名称を冠したローカル番組や、番組内のコーナーを持っている。

## S-style
S-style（エス・スタイル）は、1975年創刊のタウン情報誌。旧名は「せんだいタウン情報」。2007年から主に女性（大学生からOL）を中心とした構成となっているが、従来からの男性向け広告も掲載されている。月8万部を発行し、タウン情報系の雑誌としては、札幌や広島を上まわり、福岡に次ぐ規模である（注：Walker系の雑誌は札幌や福岡では発行されているが、仙台では発行されていない）。発行日には、地元のコンビニや本屋で平積みされ、定期購読者も多い。また、宮城県に隣接する岩手県・山形県・福島県などでも販売されている場合がある。毎号様々な特集が組まれる。
- 季刊：「S-style Wedding」
- 別冊：「宮城のラーメン」「東北のやさしい湯宿」など

### トワイライトウェーブ
ラジオ3「トワイライトウェーブ」は、毎週月曜日から木曜日の15:00-17:00に放送されている帯番組。「S-style」の内容に則して、イベント、シネマ、ショップなどの情報を放送している。

### S-style Café
ラジオ3「S-style Café」は、毎週金曜日10:00-11:00に放送されている。番組内の「Today's Special」のコーナーでは、S-styleに掲載されている店舗に直接インタビューし、「Naked Woman」では仙台で働く注目の女性にインタビューし、「Editor's Eye」では、様々な旬の情報を紹介している。

## COLOR
COLOR（カラー）は、若者（男女）向けの地域限定ファッション誌。偶数月発売。仙台の若者のファッションや音楽などを扱っている。仙台には服飾関連の専門学校が多いほか、仙台を拠点とするファッション・ブランドもあり、独自の傾向を持っている。また、音楽に於いてインディーズ系バンドは活動範囲が狭いため、東京と仙台では人気バンドに違いが出る。この様な仙台独自の文化に着目し、仙台都市圏から情報発信をしている。
- 宮城県全域及び隣接する岩手県・山形県・福島県のコンビニや書店のファッション雑誌書棚で販売。
- 別冊の「ショップリスト」では、仙台・福島・郡山・山形等に所在するショップが特集される。
- COLOR専属モデルオーディション
  - 2006年から毎年開催しており、グランプリ1名が選ばれる。協賛しているMOCプランニングと仙台SOSモデルエージェンシーが各々MOC賞およびSOS賞を設けており、各受賞者は各々の芸能事務所に所属することができる。

### COLOR TV
ミヤギテレビ「COLOR TV」（カラー・テーヴィー）は、毎週深夜に放送されている。「COLOR」の内容に則し、ファッション（服、ヘアメイク）、音楽（インディーズバンド）、ダンスなど、仙台の若者分化やカウンターカルチャーなどを放送している。出演しているのはAKiKAを初めとした仙台のローカルタレントや、仙台を拠点に活動するGAGLEなどのヒップホップ系ラッパーなど。

### Pick Up Sound
ラジオ3「Pick Up Sound」は、毎週土曜日18:30-19:00に放送されている。「COLOR」とのコラボレーション番組。

## Kappo仙台闊歩
2002年8月28日創刊。
Kappo仙台闊歩（かっぽ; せんだいかっぽ）はやや高級志向の雑誌。仙台都市圏でちょっとリッチな生活を楽しむ20代後半〜60代くらいの幅広い読者層を持つ。仙台市内の飲食店の最新情報や仙台からの小旅行に適した地域に所在する温泉宿、レストランの特集を得意としている。最近は東北の各都市やエリアを深く掘り下げた旅の企画も人気。2009年7月号はスローフード特集、同年9月号は会津の仏像を特集するなど、新たなコンテンツも増えてきている。ホテル・温泉宿、輸入車ディーラー、注文住宅、インテリアなどが広告を出している。
- 別冊の「Kappo Living」も発売している。建築家との家作りや、注文住宅やインテリアを扱っている。
- 「Kappo仙台闊歩 Men's」も発売開始された。男性向けにビジネス・ファッション・高級車の紙面が多く、より男性向けな高級旅館選びやリゾートに関する話題が多い。
- 特集をベースにした「本当にうまいそばの名店」シリーズは現在宮城編と山形編がある。
- 2010年6月には、創刊以来連載を続けている仙台在住作家、佐伯一麦のエッセイを1冊にまとめた「杜の日記帖」と、鶴岡の地産地消イタリアン・アルケッチァーノの奥田政行のルポルタージュ「視線の先に」を仙台闊歩新書として出版した。
- 2010年8月には、iPad&iPhone用アプリを電子出版した。

### RADIO Kappo
「RADIO Kappo」（レディオ・カッポ）は、ラジオ3（cFM）とDate fm（県域放送）で、毎週土曜日18:00-18:30に同時放送をしている。「Kappo仙台闊歩」の内容に則して、お酒や小旅行などに関する話題を放送。パーソナリティはフリーアナウンサーの三浦奈々依、編集長の川元茂。

## mama*coco
mama*coco（ママココ）は、子育てマガジン。子育てに関する有用な情報や、仙台都市圏、および、宮城県での子育て支援システム、さらに、子連れで楽しめるアミューズメント施設などの情報が多い。

### みわのMama Coco
東日本放送「突撃!ナマイキTV」の毎週水曜日のレギュラーコーナー。「mama*coco」の内容に則して、ローカルタレントの菅原美話（改名前：菅原美和）とかれん（現：岩田華怜）の母娘が体験レポートする。

### 菅原美話のmama*cocoラジオ
ラジオ3「菅原美話のmama*cocoラジオ」は、毎週金曜日11:30-12:00に放送されている。「mama*coco」の内容に則し、週末お出かけ情報なども含む。

### mama*coco.net
「mama*coco」と連動したブログ。同時に、地域密着型ソーシャル・ネットワーキング・サービス「仙台通SNS」を経由したコミュニティ作りを支援している。

## 仙台Travis
仙台Travis（せんだいトラヴィス）は、団塊の世代の富裕層向けの高級誌。2005年9月28日創刊で、季刊年4回発売。vol.5まで副題が「50代からをもっと楽しむ。」だった。vol.6以降はアイグラフ（仙台市）が発行者となり、副題も「セカンドライフをもっと楽しむ。」に変更された。vol.9からは本の題が「Travis」となり、副題も「大人の自遊時間をもっと楽しむ。」に変更、vol.20となった2010年夏号で休刊となった。

## 仕事WIZ
仕事WIZ（しごとウィズ）は、就職・アルバイト情報雑誌。ラジオ3「ミュージックファクトリー」（月〜木の21:00-22:00の帯番組）を提供している。

## パチンコプレス
パチンコプレスは、パチンコ店に関する情報雑誌。宮城版・福島版の2種類を刊行していた。2006年6月20日に創刊し、2010年9月をもって休刊した。2010年9月発行の月刊パチンコプレス9月号 (vol.51) の編集後記に「今月号で最後、来月より休刊させて頂きます」とある。誌面には次回予告のあるページも見られ、自らのモバイルサイトの宣伝ページもあった。なお、最終号はオールカラー48ページ＋表回りの計52ページ。